# Дресвища (Колкачский сельсовет)
Дресвища — деревня в Кирилловском районе Вологодской области.
Входит в состав Талицкого сельского поселения, с точки зрения административно-территориального деления — в Колкачский сельсовет.
Расстояние до районного центра Кириллова по автодороге — 48,6 км, до центра муниципального образования Талиц по прямой — 7 км. Ближайшие населённые пункты — Сущево, Лучкино, Ивашево.
По переписи 2002 года население — 1 человек.